# NCSM Quinte (J166)
Pour les autres navires du même nom, voir NCSM Quinte.
Le NCSM Quinte (pennant number J166) (ou en anglais HMCS Quinte) est un dragueur de mines de la Classe Bangor lancé pour la Marine royale canadienne (MRC) et qui a servi pendant la Seconde Guerre mondiale.

## Conception
Le Quinte est commandé dans le cadre du programme de la classe Bangor de 1939-40 le 23 février 1940 pour le chantier naval de Burrard Dry Dock Co. Ltd. de North Vancouver en Colombie-Britannique au Canada. La pose de la quille est effectuée le 14 décembre 1940, le Quinte est lancé le 3 août 1941 et mis en service le 30 août 1941.
La classe Bangor doit initialement être un modèle réduit de dragueur de mines de la classe Halcyon au service de la Royal Navy,. La propulsion de ces navires est assurée par trois types de motorisation : moteur diesel, moteur à vapeur à pistons et turbine à vapeur. Cependant, en raison de la difficulté à se procurer des moteurs diesel, la version diesel a été réalisée en petit nombre.
Les dragueurs de mines de classe Bangor version canadienne déplacent 683 tonnes en charge normale. Afin de pouvoir loger les chaufferies, ce navire a des dimensions plus grandes que les premières versions à moteur diesel avec une longueur totale de 54,9 mètres, une largeur de 8,7 mètres et un tirant d'eau de 2,51 mètres. Ce navire est propulsé par deux moteurs alternatifs verticaux à triple détente alimentés par deux chaudières à tubes d'eau à trois tambours Admiralty et entraînant deux arbres d'hélices. Le moteur développe une puissance de 2 400 chevaux-vapeur (1 790 kW) et atteint une vitesse maximale de 16 nœuds (30 km/h).
Leur manque de taille donne aux navires de cette classe de faibles capacités de manœuvre en mer, qui seraient même pires que celles des corvettes de la classe Flower. Les versions à moteur diesel sont considérées comme ayant de moins bonnes caractéristiques de maniabilité que les variantes à moteur alternatif à faible vitesse. Leur faible tirant d'eau les rend instables et leurs coques courtes ont tendance à enfourner la proue lorsqu'ils sont utilisés en mer de face.
Les navires de la classe Bangor sont également considérés comme exiguës pour les membres d'équipage, entassant 6 officiers et 77 matelots dans un navire initialement prévu pour un total de 40.

## Histoire

### Seconde Guerre mondiale
Le Quinte  est mis en service dans la Marine royale du Canada le 30 août 1941, puis envoyé sur la côte Est du Canada, et arrive à Halifax, en Nouvelle-Écosse, le 14 novembre 1941. Le dragueur de mines est affecté à la Western Local Escort Force (WLEF) (Force d'escorte local de l'Ouest) en tant qu'escorte de convoi et reste avec l'unité jusqu'en juin 1942. Ce mois-là, le navire est transféré à la Halifax Force (Force de Halifax), la force locale d'escorte et de patrouille opérant à partir de Halifax. En octobre, le navire subit un carénage de six semaines à Lunenburg (Nouvelle-Écosse). Une fois le carénage terminé, le Quinte s'échoue et coule à l'entrée du canal de St. Peter, sur l'île du Cap-Breton, le 30 novembre 1942.
Le 25 avril 1943, le Quinte est remis à flot et remorqué à Pictou (Nouvelle-Écosse), où il est réparé. Une fois les réparations terminées en juin 1944, le dragueur de mines est envoyé à Digby (Nouvelle-Écosse), où il devient un navire d'entraînement au NCSM Cornwallis. Il reste en service du 21 août 1944 à décembre 1945.

### Après-guerre
Par la suite, le navire est prêté au Naval Research Establishment (Centre de recherche navale) jusqu'au 25 octobre 1946, date à laquelle le dragueur de mines est désarmé.
Le Quinte est mis en vente le 4 août 1947 et vendu à la Dominion Steel Corporation pour être démantelé à Sydney (Nouvelle-Écosse),.

### Honneurs de bataille
- Atlantic 1941-442

### Participation auxconvois
Le Quinte a navigué avec les convois suivants au cours de sa carrière:
1. Convoi HX 170
2. Convoi HX 173
3. Convoi HX 199
4. Convoi ON 68
5. Convoi ON 112
6. Convoi SC 66
7. Convoi SC 69
8. Convoi SC 75
9. Convoi XB 15
10. Convoi XB 19

### Commandement
- Lieutenant (Lt.) Charles Alexander Nicol (RCNR) du 30 août 1941 au 17 janvier 1943
- Lieutenant (Lt.) I.B.B. Morrow (RCN) du 10 novembre 1944 au 26 novembre 1944
- Skipper/Lieutenant (Skpr/Lt.) C.C. Clattenburg (RCNR) du 27 novembre 1944 au 14 mars 1945
- Lieutenant (Lt.) Douglas Cluny MacPherson (RCNVR) du 15 mars 1945 au 17 juillet 1945
- Lieutenant (Lt.) Robert Berkeley Taylor (RCNVR) du 20 juillet 1945 au 3 août 1945
- Lieutenant (Lt.) Lachlan McQuarrie (RCNR) du 7 mars 1946 au 25 octobre 1946

Notes:
RCN: Royal Canadian Navy
RCNR: Royal Canadian Naval Reserve
RCNVR: Royal Canadian Naval Volunteer Reserve 